# Paco Ojeda
Pour les articles homonymes, voir Ojeda.
Francisco Manuel Ojeda González dit « Paco Ojeda », né le 6 octobre 1954 à Puebla del Río (Espagne, province de Séville), est un ancien matador espagnol. 
Il a marqué l'histoire par sa manière d'exécuter des derechazos en faisant tourner le taureau autour de lui, (derechazo en redondo), tout en restant immobile, pieds joints, ainsi que des statuaires. Sa technique a fait école pendant plus d'une décennie. On retrouvait des traces de son toreo notamment chez Jesulín de Ubrique.

## Présentation

### Carrière
- Débuts en novillada avec picadors : Séville le 20 mai 1979. Novillos de la ganadería de Diego Romero.
- Alternative : El Puerto de Santa María (Espagne, province de Cadix) le 22 juillet 1979. Parrain, Santiago Martín « El Viti » ; témoin, José Luis Galloso. Taureaux de la ganadería de Carlos Núñez.
- Confirmation d’alternative à Madrid : 25 juillet 1982. Parrain, José Luis Parada ; témoin, « Gallito de Zafra ». Taureaux de la ganadería de Cortijoliva.
- Confirmation d’alternative à Mexico : 3 février 2002. Parrain, Miguel Espinosa Miguel Espinosa « Armillita » ; témoins, Enrique Ponce et Rafael Ortega (Rafael Ortega Blanca). Taureaux de la ganadería de Teófilo Gómez.
- Premier de l’escalafón en 1983.
- Débutée tardivement sa carrière explosera en peu de temps, les arènes espagnoles et françaises verront des queues interminables devant les taquillas pour voir ce phénomène qui semblait avec le maniement qu'il donnait à la cape et à la muleta hypnotiser le toro, mais, en 1988  il devra, à la suite d'ennuis de santé, abréger sa temporada et abandonner ainsi de nombreux contrats. Ce fin torero, apodéré par son beau-père José Luis MARCA, arlésien d'adoption, novillero, ganadero et imprésario reconnus,  verra sa carrière s'estomper, laissant de  nombreux regrets à ses fans qui voyaient en lui en plus du grand torero un homme qui avait su rester humble et simple malgré la gloire.

Paco Ojeda a  ensuite entamé  une carrière de rejoneador  brillante également mais brève, sans avoir fait sa despedida de torero à pied, l'une de ses dernières corridas s'est faite à NIMES  (avec EL CORDOBES) dans "ses" arènes qui les avaient vu tant de fois triompher, il y reviendra à cheval le 14 septembre 2013 pour l'alternative de Léa VICENS.

## Notes et références

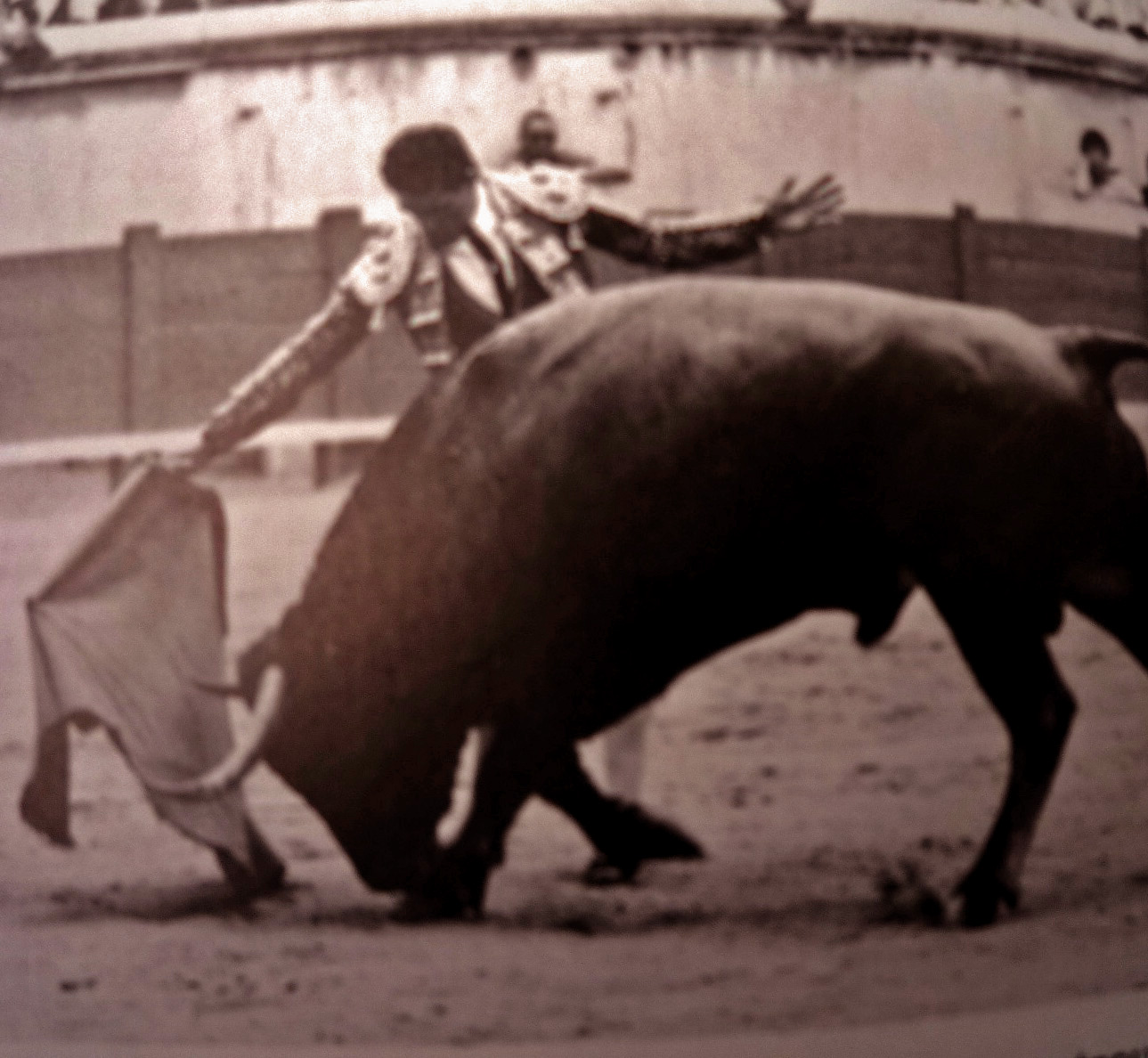
Derechazo de Paco Ojeda en 1985 à Nîmes